# Bjerreby
Bjerreby er en landsby på øen Tåsinge med 332 indbyggere  (2024). Bjerreby er beliggende i Bjerreby Sogn tre kilometer syd for Lundby, 12 kilometer syd for Svendborg og 10 kilometer vest for Rudkøbing. Byen tilhører Svendborg Kommune og er beliggende i Region Syddanmark.

## Kirken
Sankt Mortens Kirke er kun 100 år gammel, men der har altid ligget en kirke oppe på toppen af "bjerrebybakken".
Grunden til at kirken kun er 100 år gammel er at den gamle kirke der lå der skulle renoveres, men dengang kunne de ikke renovere den, så derfor rev de den ned, og byggede en ny, på præcis samme sted.